# 航空阻止

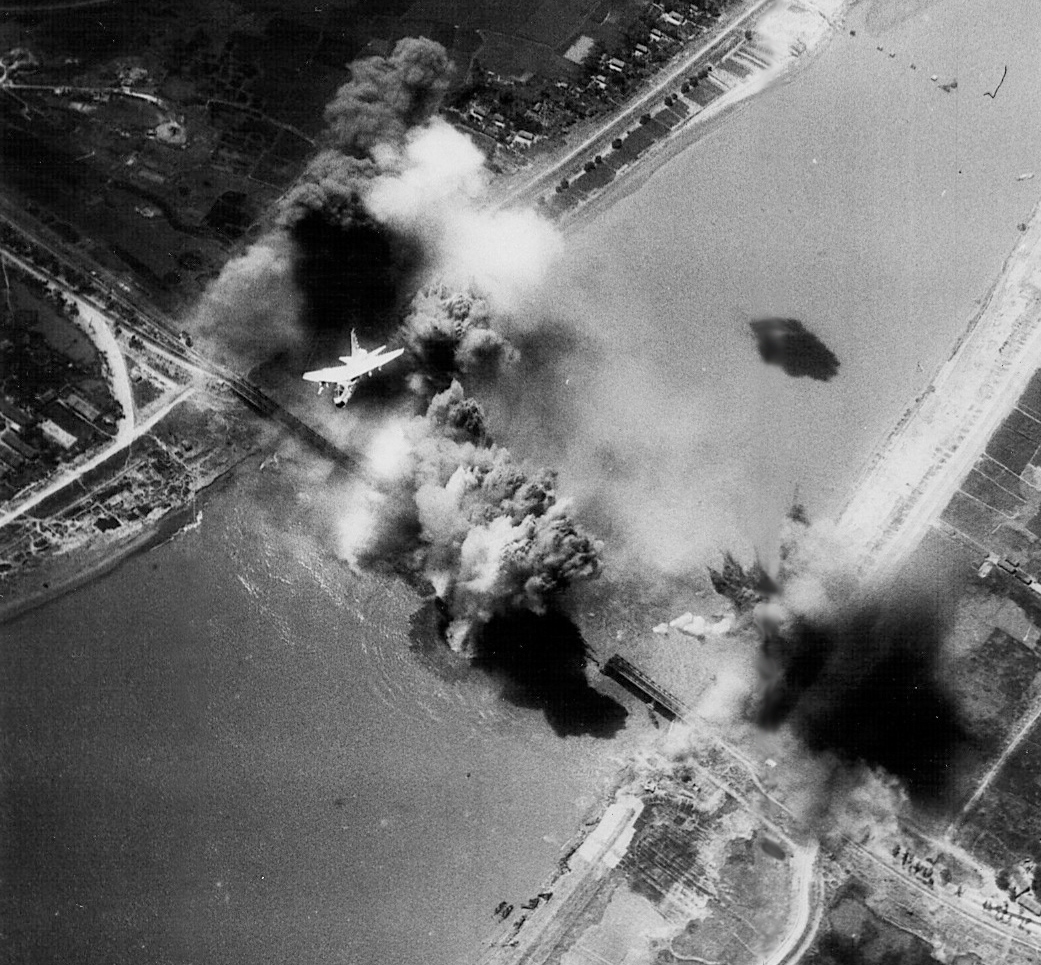
ベトナム戦争中、ハイズオン省で航空阻止攻撃を遂行するA-7E コルセアII攻撃機。橋梁は、航空阻止の重要な目標の1つである

航空阻止（こうくうそし 英語: Air Interdiction, AI）は、航空機によって行われる阻止攻撃。後方連絡線上の敵部隊・物資の遅滞・妨害・撃破を目的とする航空作戦であり、アメリカ空軍は「敵の地上にある潜在的能力が、友軍に対して効果的に使用される前に、そらす、妨害する、遅らせる、または破壊する行動」と定義している。
また最前線の背後で行われるものを、特に戦場航空阻止（英: Battlefield Air Interdiction, BAI）と称する。北大西洋条約機構（NATO）のドクトリンでは、AIとBAIを併置したうえで、BAIと近接航空支援（CAS）とをあわせて攻勢航空支援（offensive air support, OAS）と分類している。

## 方法
主に攻撃機によって、洋上においては敵艦艇を攻撃して敵を撃破し、また、着上陸した敵に対しては後方連絡線・資材集積所・橋・トンネルなどの交通拠点を攻撃して、侵攻部隊の後方支援を破壊することにより、前線の敵部隊の戦闘力を弱体化させる作戦をいう。狭義の戦術爆撃（近接航空支援と戦場航空阻止）が、戦線に配備された戦闘部隊・戦闘支援部隊（歩兵・戦車・砲兵部隊など）を直接的に攻撃して、陸戦における自軍の戦闘行動を援護するものであるのに対して、航空阻止は前線背後の連絡線を攻撃することによって、敵の戦闘力を弱体化させる企図を持った作戦である。
具体的な攻撃目標としては、武器弾薬や燃料の集積地・鉄道・道路・飛行場、また、前線へ行き来する増援部隊や輸送部隊である。
アメリカ空軍では、伝統的にこの分野が重視され、第二次世界大戦においてもドイツ軍の戦闘力を弱体化する事によって、戦闘を有利に運ぶ事が可能となった。「戦闘機」と範疇付けされた機体としては、初めて航空阻止のために開発されたのがF-105 サンダーチーフであり、この任務に特化する事を謳った例としてはトーネード IDS戦闘爆撃機が挙げられる。